# Manchester Metrolink
53°25′00″ пн. ш. 2°15′00″ зх. д. / 53.41667° пн. ш. 2.25° зх. д.
Manchester Metrolink — мережа штадтбану у Великому Манчестері, Англія. Мережа має 99 зупинок та 105 км стандартної колії, та є найбільшою мережею штадтбану Великої Британії.. Metrolink належить компанії Transport for Greater Manchester (TfGM) і експлуатується та є під управлінням консорціуму Keolis/Amey plc. В 2019/20 році мережа обслугувала 44,3 млн пасажирів.
Мережа складається з восьми ліній, які випромінюються від центру Манчестера до кінцевих пунктів в Алтрінчамі, Ештон-андер-Лайн, Бері, Іст-Дідсбері, Екклз, аеропорту Манчестера, Рочдейлу та Траффорд-центрі.

## Лінії

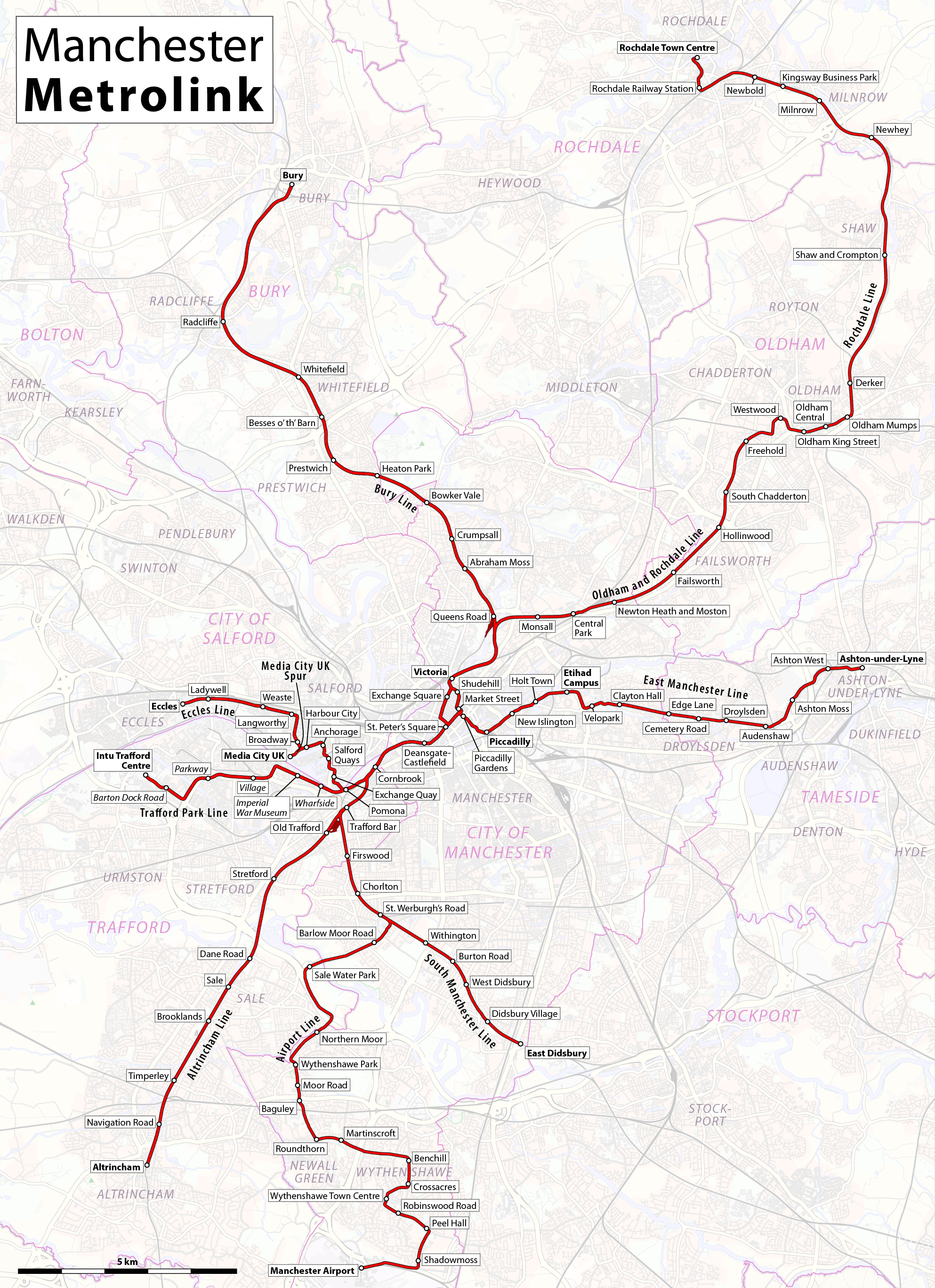
Географічна схема Manchester Metrolink.

| Чинна                               |                  |                                |               |    |                                           |                 |                            |
| Airport Line (Manchester Metrolink) | 3 листопада 2014 | Вулична та виокремлена         | 23.2 km       | 15 | 12 хвилин                                 | Барлов-Мур-роуд | Аеропорт Манчестер         |
| Altrincham Line                     | 15 червня 1992   | Переобладнана залізнична колія | 12.2 km       | 10 | 6 хвилин                                  | Корнбрук        | О́лтрінгем                  |
| Bury Line                           | 6 квітня 1992    | Переобладнана залізнична колія | 15.9 km       | 10 | 6 квітня                                  | Квінз-роуд      | Бері                       |
| Zone 1 (Manchester Metrolink)       | 27 квітня 1992   | Вулична та виокремлена         |               | 10 | 6 хвилин                                  | Вікторія        | Корнбрук або Нью-Іслінгтон |
| East Manchester Line                | 11 лютого 2013   | Вулична та виокремлена         | 9.7 km 6      | 11 | 6 хвилин                                  | Голт-таун       | Аштон-андер-Лін            |
| Eccles Line                         | 6 грудня 1998    | Вулична та виокремлена         | 6.4 km        | 10 | 12 хвилин (6 хвилин до Гарбор-Сіті)       | Помона          | Екклс                      |
| MediaCityUK spur                    | 3 вересня 2010   | Виокремлена                    | 0.3 км 0.2 mi | 1  | 12 хвилин                                 | –               | MediaCityUK                |
| Oldham and Rochdale Line            | 13 червня 2012   | Переобладнана залізнична колія | 23.8 км       | 19 | 12 хвилин (6 хвилин до Шоу-енд-Кромптон)  | Монсолл         | Рочдейл-таун-сентер        |
| South Manchester Line               | 7 липня 2011     | Переобладнана залізнична колія | 7.1 км        | 8  | 6 хвилин (4 хвилин до Сент-Вербургз-роуд) | Фірзвуд         | Іст-Дідзбері               |
| Trafford Park Line                  | 22 березня 2020  | Вулична та виокремлена         | 5.5 км        | 6  | 12 хвилин                                 | Ворфсайд        | Траффорд-сентер            |
| 1. 2.                               |                  |                                |               |    |                                           |                 |                            |

## Рухомий склад
Мережу обслуговує 121 вагон Bombardier M5000